# ФК Плевен 2009
ФК Плевен 2009 е български футболен клуб от град Плевен. Играе мачовете си на стадион Георги Кърчев в плевенското село Малчика. До момента отборът не участва в първенство.Старши-треньор е Николай тодоров-старши.Екипът се състои от бяла тениска на която пише ФК Плевен и зелени гащи

## История
ФК Плевен 2009 участва в „А“ ОФГ Плевен от сезон 2013/14.